# Hylodes japi
Espèce
Statut de conservation UICN

 NT  : Quasi menacé
Hylodes japi est une espèce d'amphibiens de la famille des Hylodidae.

## Répartition
Cette espèce est endémique de l'État de São Paulo au Brésil. Elle se rencontre à Jundiaí à environ 890 m d'altitude dans la Serra do Japi.

## Étymologie
Son nom d'espèce lui a été donné en référence au lieu de sa découverte, la Serra do Japi.

## Publication originale
- (en) Fábio P. de Sá, Clarissa Canedo, Mariana L. Lyra et Célio F.B. Haddad, « A New Species of Hylodes (Anura, Hylodidae) and its Secretive Underwater Breeding Behavior », Herpetologica, Herpetologists' League (d) et Allen Press (d), vol. 71, no 1,‎ 1er mars 2015, p. 58 (ISSN 0018-0831 et 1938-5099, OCLC 875838938, DOI 10.1655/HERPETOLOGICA-D-13-00053).